# Fritz Haas (Zoologe)
Fritz Haas (* 4. Januar 1886 in Frankfurt am Main; † 26. Dezember 1969 in Hollywood, Florida) war ein deutschamerikanischer Malakologe. Sein Forschungsschwerpunkt waren Land- und Süßwasserschnecken sowie die Fluss- und Teichmuscheln (Unionidae).

## Leben
Haas studierte Biologie bei Oskar Böttger und Wilhelm Kobelt. Nach seiner Promotion zum Dr. phil. unter der Leitung von Otto Bütschli war er von 1911 bis 1936 Kurator an der Abteilung für Wirbellose am Senckenberg Museum in Frankfurt am Main. Von 1920 bis 1936 war er Herausgeber der Zeitschrift Archiv für Molluskenkunde. Am 30. Juni 1936 wurde er aufgrund der nationalsozialistischen Gesetzgebung entlassen. 1937 wanderte er nach Brasilien aus und 1938 ließ er sich in Chicago nieder, wo er Mitarbeiter einer jüdischen Wohlfahrtsorganisation war. 1944 wurde er US-amerikanischer Staatsbürger. Von 1938 bis 1959 war er Kurator an der Abteilung für Niedere Tiere am Field Museum of Natural History in Chicago. 1950 war er Präsident der American Malacological Union.
Haas führte umfangreiche Feldexkursionen in Norwegen (1910), in den Pyrenäen, in Spanien, in Frankreich (1914–1919), im südlichen Afrika (1931–32; im Rahmen der Hans-Schomburgk-Expedition) und in Amerika (Brasilien, Bermuda, Kuba, Kanada) durch.
1969 veröffentlichte Haas die Monographie Superfamilia Unionacea aus der Reihe Das Tierreich von Willi Hennig, die als sein Standardwerk gilt. Hier werden 837 gültige Arten in 226 Gattungen und Untergattungen aufgeführt. Im selben Jahr erschien das Werk Treatise on invertebrate paleontology: Superfamily Unionacea Fleming, 1828, das auf einem Manuskript aus dem Jahr 1950 basiert. Haas beschrieb 77 Gattungen sowie 308 Arten und Unterarten aus mehreren Familien, darunter Bothriembryontidae, Euconulidae, Unionidae und Bythinellidae.

## Ehrungen und Dedikationsnamem
Im Jahr 1954 erhielt Haas die Cretzschmar-Medaille der Senckenberg Gesellschaft für Naturforschung. Der indische Zoologe Baini Prashad benannte im Jahr 1928 die Sumpfdeckelschneckenart Cipangopaludina haasi und der dänische Malakologe Jørgen Knudsen im Jahr 1970 die Keulenmuschelart Cuspidaria haasi nach Fritz Haas. Lore Rose David benannte im Jahr 1936 die afrikanische Süßwasserfischart Enteromius haasianus nach Fritz Haas.